# Sadat City
Sadat City (la « ville de Sadate », en arabe: مدينة السادات), est une ville égyptienne. Sa population est estimée à 155,000 habitants (2013).
Elle fait partie des cités dites « nouvelles » comme la Cité du 10 de Ramadan, Ville du 6 Octobre, Quinze Mai, Obour et Badr.

## Histoire
Prévue pour être la nouvelle capitale du pays, la ville a été créée en 1978 sous l'impulsion du président de l'époque, Anouar el-Sadate, dans un programme destiné à enrayer la surpopulation du Caire et également pour permettre le développement humain dans des zones vides et désertiques. Elle est située à 95 kilomètres du Caire.